# رامين باهراني
رامين باهراني من مواليد 20 مارس 1975 في وينستون-سالم بولاية كارولينا الشمالية، هو مخرج أميركي من أصل إيراني.

## أعماله
- 1998 : Backgammon
- 2000 : Strangers
- 2005 : Man Push Cart
- 2007 : Chop Shop
- 2008 : Goodbye Solo
- 2009 : Plastic Bag
- 2012 : At Any Price
- 2012 : 99 منزل

## روابط خارجية
- Noruz Films
- رامين باهراني على موقع IMDb (الإنجليزية)
- رامين باهراني على موقع مونزينجر (الألمانية)
- رامين باهراني على موقع ألو سيني (الفرنسية)
- رامين باهراني على موقع ميوزك برينز (الإنجليزية)
- رامين باهراني على موقع أول موفي (الإنجليزية)
- رامين باهراني على موقع قاعدة بيانات الأفلام السويدية (السويدية)
- رامين باهراني على موقع قاعدة بيانات الفيلم (الإنجليزية)
- رامين باهراني على موقع كينوبويسك (الروسية)
- Maltin's Movie Treasures That Time Forgot
- Leonard Maltin's 151 Best Movies You've Never Seen
- "Who's Who 2048?" NY Magazine 40th Anniversary Edition, 28 Sept 2008
- Flower in the junkyard review at Salon magazine
- "Ramin Bahrani talks about Chop Shop," Cinema Without Borders, 29 Oct 2008
- Interview, Brian Brooks, indieWIRE, 7 Sept 2006
- Going Solo: An Interview with Ramin Bahrani
- An interview with Ramin Bahrani, director of Chop Shop 26 September 2007 with David Walsh at the World Socialist Web Site